# Eau Claire (affluent du Wisconsin)
Pour les articles homonymes, voir Eau Claire.
Eau Claire est un cours d'eau qui coule dans l'État du Wisconsin aux États-Unis et un affluent de la rivière Wisconsin, donc un sous-affluent du fleuve Mississippi.

## Géographie
La rivière Eau Claire prend sa source dans le comté de Langlade.
Elle s'écoule ensuite dans le Comté de Marathon, où elle traverse des gorges, les "Dells of the Eau Claire", avant d'atteindre la ville de Wausau.
La rivière Eau Claire se jette dans la rivière Wisconsin en aval de aire métropolitaine de Wausau en un delta formé de plusieurs bras.
Un autre cours d'eau porte le même nom Eau Claire. Cette rivière coule également dans l'État du Wisconsin, mais se jette dans la rivière Chippewa.
Ces rivières doivent ce patronyme aux premiers explorateurs français et coureurs des bois canadiens-français qui parcouraient cette région septentrionale de la Louisiane française, à l'époque de la Nouvelle-France.